# Šinken
Šinken (真剣, doslovný překlad „opravdový meč“) je japonský meč s kovaným ostřím; tento termín je často používán v kontrastu s dřevěnými meči bokken a shinaj.              

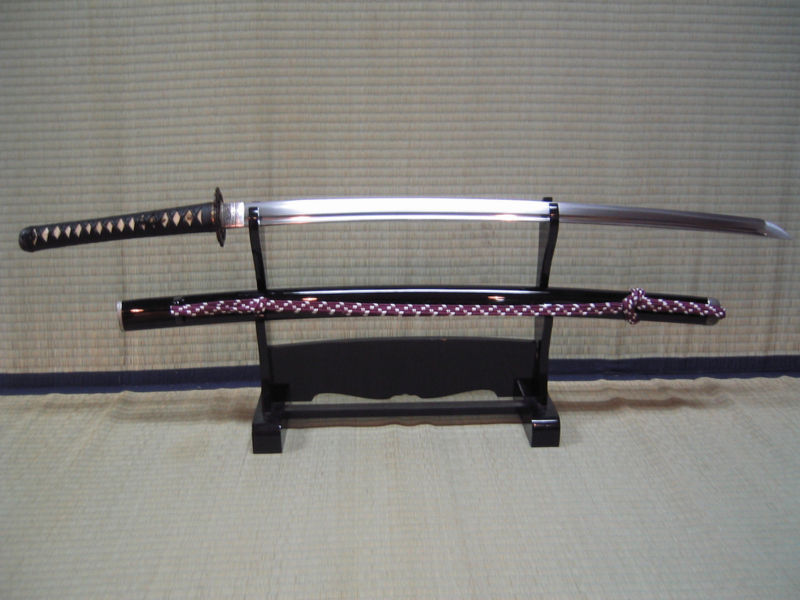
Shinken

Šinkeny jsou používány k praktikování takzvaného rychlého tasení meče iaijutsu, pro zkoušky seku tameshigiri nebo pro samotné bojové umění iadó. Gendaito jsou ručně vyráběné shikeny přibližně 250 aktivními mečíři v Japonsku, členy Japonské mečírské asociace. Tito mečíři jsou ale omezováni japonským zákonem o vyrobení maximálně dvaceti čtyř mečů za rok a tento limit ještě s vysokými specializacemi mečířů a kvalitou výroby udává velice vysokou cenu. Meče vyráběné v Japonsku (Nihonto) začínají na cenách $ 6000 za samotnou čepel, a jdou několikrát výše se starožitnými meči (Mukansa nebo Ningen Kokuho jsou dva nejslavnější).
Existuje také obrovský celosvětový obchod se šinkeny vyráběny mimo Japonsko. Mnozí sběratelé označují tyto meče jako nevýhodně sběratelné (protože nejsou Nihonto), ale různí umělci stále pokračují v kupování a používání právě těchto levnějších náhražek. Většina takových mečů je vyráběna v Číně, zde se meče ale vyrábějí v manufakturách podle japonského stylu.